# Воинское кладбище № 393 (Гурка-Косьцельницка)
Воинское кладбище № 393 (пол. Cmentarz wojenny nr 393) — воинское кладбище, расположенное в городе Краков, Малопольское воеводство, Польша. Некрополь расположен на улице Подбялова, 6 возле деревянной церкви Всех Святых в краковской дзельнице XVIII Нова-Гута на территории бывшего села Гурка-Косьцельницка, которая в 1973 году вошла в состав Кракова. Кладбище входит в группу Западногалицийских воинских захоронений времён Первой мировой войны. На кладбище похоронены военнослужащие Австро-Венгерской армии, погибшие в декабре 1914 года во время Первой мировой войны.

## История
Кладбище было основано Департаментом воинских захоронений К. и К. военной комендатуры в Кракове в начале 1915 года. Некрополь спроектировал австрийский архитектор Ганс Майр. На кладбище площадью 33 квадратных метров похоронены 42 австрийских солдата. Имена 15 захороненных солдат не известны.

## Галерея

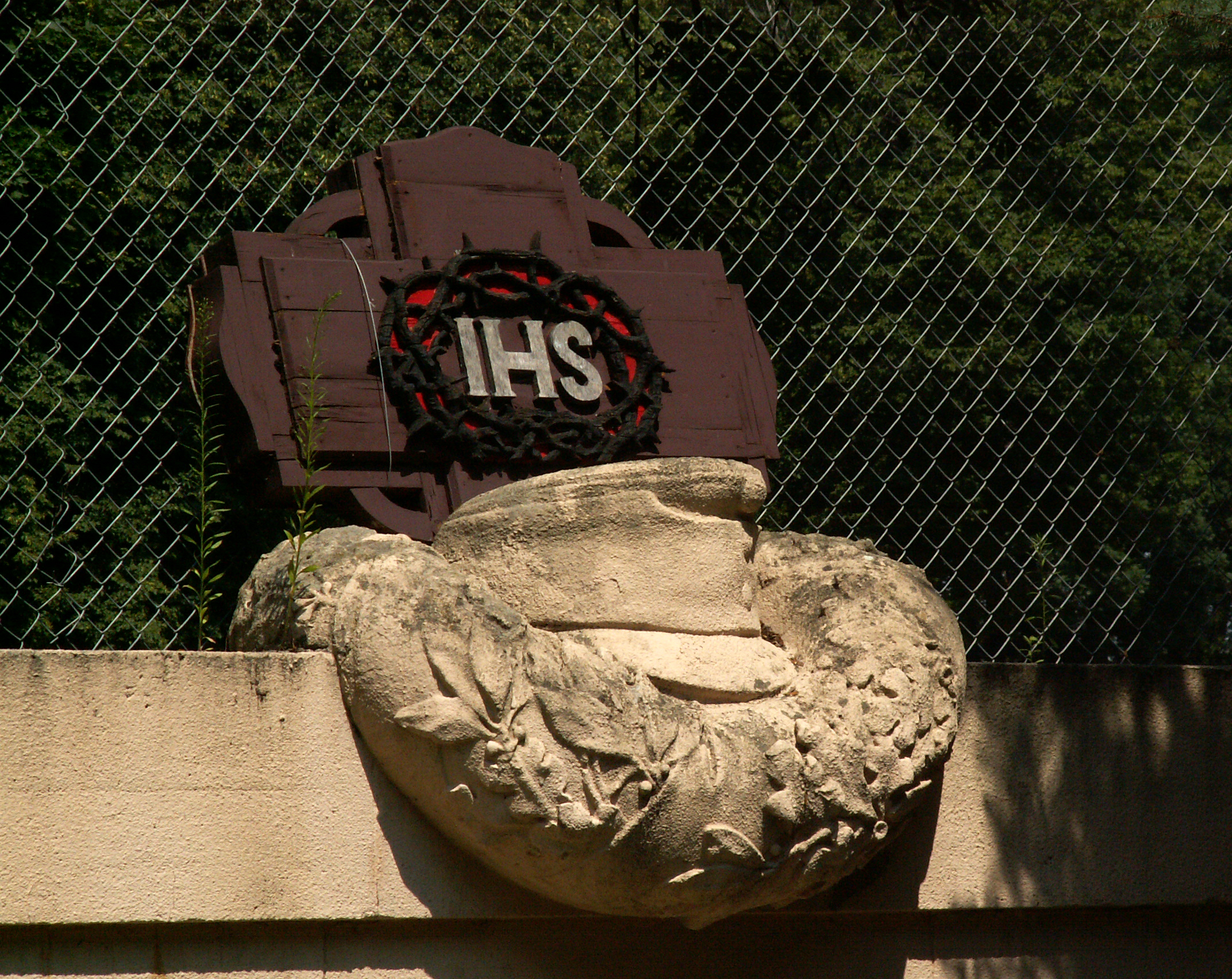
Франмент памятника
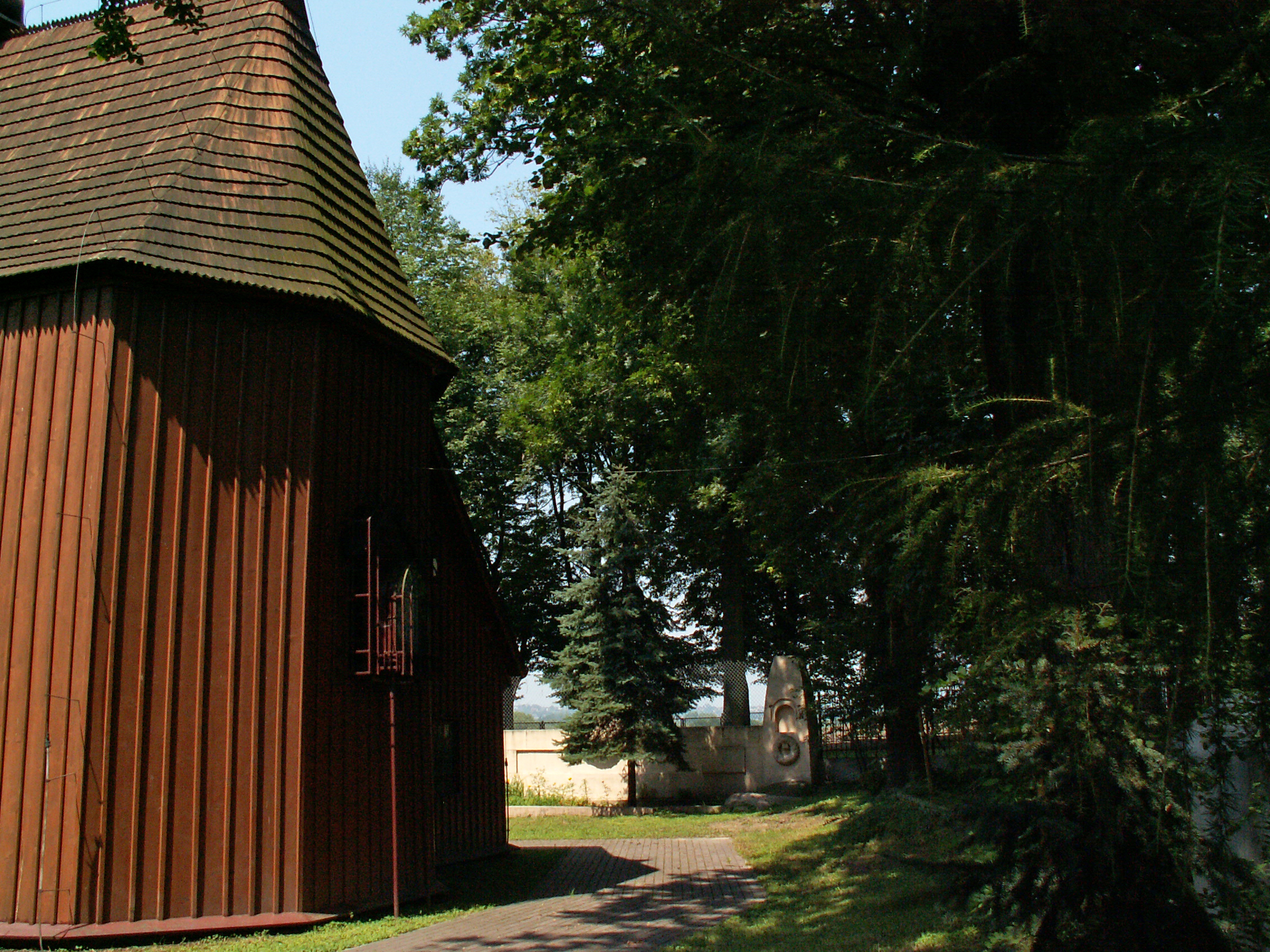
Общий вид некрополя. Слева находится церковь Всех Святых

## Источник
- Oktawian Duda: Cmentarze I wojny światowej w Galicji Zachodniej. Warszawa: Ośrodek Ochrony Zabytkowego Krajobrazu, 1995. ISBN 83-85548-33-5.
- Roman Frodyma Galicyjskie Cmentarze wojenne t. II Okolice Tarnowa (Okręgi V—VII), Oficyna Wydawnicza «Rewasz», Pruszków 1998, ISBN 83-85557-38-5